# Moulins-sur-Tardoire
Moulins-sur-Tardoire – gmina we Francji, w regionie Nowa Akwitania, w departamencie Charente. W 2013 roku liczba ludności wynosiła 774 mieszkańców. 
Gmina została utworzona 1 stycznia 2019 roku z połączenia dwóch ówczesnych gmin: Rancogne oraz Vilhonneur. Siedzibą gminy została miejscowość Vilhonneur. 